# Die Beischlafdiebin
Die Beischlafdiebin ist ein deutscher Fernsehfilm von Christian Petzold aus dem Jahr 1998 mit Constanze Engelbrecht und  Nele Mueller-Stöfen in den Hauptrollen. Die Produktion von Schramm Film Koerner & Weber in Zusammenarbeit mit arte und Cinétéléma Casablanca entstand im Auftrag des ZDF.

## Handlung
Petra ist in den Touristenmetropolen der Welt zuhause. Sie lebt davon, betuchte Männer zu verführen, mit einem Elektroschocker zu betäuben und auszurauben.
Mit einem Teil des ergaunerten Geldes finanziert sie ihrer jüngeren Schwester Franziska zunächst ein Studium und später ein eigenes Übersetzungsbüro. Franziska glaubt, dass ihre große Schwester das Geld als erfolgreiche Managerin in der Ferne verdient.
Auch weil ihr ein Polizist auf den Fersen ist, zieht Petra zu ihrer kleinen Schwester nach Köln, wo sie ein neues, glücklicheres Leben beginnen möchte. Doch schon bald entdeckt sie, dass Franziska etwas zu verbergen hat. Sie hat seit längerem keine Arbeit mehr und auf dem vererbten Haus lastet eine Hypothek. Auch Petra offenbart sich und beide arbeiten nun mit ihrer Masche. Bei einem Schwarzgeldschmuggler erbeuten sie zwar 100.000 DM, doch Franziska gibt doppelt so hohe Schulden zu. Diese gerät in einer Bar an den Polizisten als vermeintliches Opfer und Petra sucht sie vergebens. Doch Franziska konnte knapp entkommen und trifft mit einer Handschelle an einem Arm am nächsten Tag zuhause ein.    

## Kritik
„Eine in den Hauptrollen intensiv gespielte Kriminaltragödie um den Ausverkauf von Träumen und Begehrlichkeiten. Sie beschwört eine düster-fatalistische Film-noir-Welt, die in ihrer vorhersehbaren Ausweglosigkeit an die Cornell-Woolrich-Adaptionen François Truffauts (Das Geheimnis der falschen Braut, Die Braut trug schwarz) erinnert.“

## Auszeichnungen
- 1999: Nominierung für den Deutschen Fernsehpreis in der Kategorie Beste Kamera